# San Lorenzo Malacota
San Lorenzo Malacota är en ort i kommunen Morelos i delstaten Mexiko i Mexiko. Samhället hade 3 607 invånare vid folkräkningen år 2020 och var kommunens tredje folkrikaste.